# Maria Hedborg
Maria Hedborg, född 13 april 1949 i Göteborg, är en svensk skådespelare.
Hedborg gick ut Teaterhögskolan vid Göteborgs universitet 1974 och engagerades efter studierna vid Riksteatern i tre år. 1977 engagerades hon vid Göteborgs Stadsteater.[källa behövs] Tillsammans med Eva Bergman och Ulf Dohlsten startade hon Backa Teater 1978.
1981 blev hon Martina Bosson med hela svenska folket i SVT:s dramaserie Babels hus. Hon fick kontrakt på TV-teatern på SVT och spelade med bland andra Margaretha Krook, Bibi Andersson och Ernst-Hugo Järegård. Hon har setts i filmer och dramaserier som Gösta Berlings Saga, Albert och Herbert, Linje Lusta och Fucking Åmål.
På Backa Teater har hon varit med i de flesta uppsättningarna. Hon uppmärksammades mycket för sin roll i Järn. Hon har också jobbat på Göteborgs stadsteater.

## Filmografi
- 1975 – Gyllene år (TV-serie)
- 1981 – Babels hus (TV-serie)
- 1981 – När barnen har makten (TV-teater)
- 1981 – Linje lusta (TV-teater)
- 1982 – Ett telefonsamtal (TV-teater)
- 1982 – Albert & Herberts julkalender (TV-serie)
- 1984 – Den stora muren (TV-teater)
- 1985 – Vägen till Gyllenblå! (TV-serie)
- 1986 – Gösta Berlings saga (TV-serie)
- 1990 – En midsommarnattsdröm (TV-pjäs)
- 1990 – Kurt Olsson - filmen om mitt liv som mig själv
- 1990 – Nånting levande åt Lame-Kal
- 1991 – Villfarelser (TV-serie)
- 1991 – Trappen (TV-serie)
- 1993 – Den ena kärleken och den andra (TV-serie)
- 1995 – En på miljonen
- 1996 – Polisen och pyromanen (TV-serie)
- 1996 – Gisslan
- 1997 – Vita lögner (TV-serie)
- 1998 – Fucking Åmål
- 2000 – Sjätte dagen (TV-serie)
- 2002 – Själsfränder
- 2002 – Familjen (TV-serie)
- 2005 – Den sista trippen
- 2007 – Ciao Bella
- 2007 – Sanningen om Marika (TV-serie)
- 2008 – Nattrond
- 2008 – När våren sjunger
- 2009 – Händelse vid bank
- 2010 – Olycksfågeln
- 2011 – Apflickorna

## Teater

### Roller (ej komplett)
| År   | Roll | Produktion                                      | Regi            | Teater                |
| ---- | ---- | ----------------------------------------------- | --------------- | --------------------- |
| 2001 |      | Eliza (Pygmalion) George Bernard Shaw           | Eva Bergman     | Backa teater          |
| 2002 |      | Hatten är din Mats Kjelbye                      | Alexander Öberg | Backa teater          |
| 2003 |      | Cabaret John Kander, Fred Ebb och Joe Masteroff | Alexander Öberg | Backa teater          |
| 2022 |      | 100 sånger (100 Songs) Roland Schimmelpfennig   | Michael Cocke   | Göteborgs stadsteater |

### Fotnoter
1. ↑  ”Maria Hedborg”. Svensk Filmdatabas. http://sfi.se/sv/svensk-filmdatabas/Item/?type=PERSON&itemid=176698&ref=%2ftemplates%2fSwedishFilmSearchResult.aspx%3fid%3d1225%26epslanguage%3dsv%26searchword%3dmaria+hedborg%26type%3dPerson%26match%3dBegin%26page%3d1%26prom%3dFalse. Läst 4 augusti 2012.
2. ↑  ”Maria Hedborg”. Backa Teater. Arkiverad från originalet den 24 augusti 2012. https://web.archive.org/web/20120824112617/http://www.stadsteatern.goteborg.se/backateater/om-oss/vi-jobbar-har/konstnarlig-personal/maria-hedborg/. Läst 4 augusti 2012.
3. ↑  ”Backa Teater”. Backa Teater. https://stadsteatern.goteborg.se/backa-teater. Läst 5 mars 2025.
4. ↑  ”Eliza”. Backa teater. Arkiverad från originalet den 23 februari 2018. https://web.archive.org/web/20180223051541/http://www.stadsteatern.goteborg.se/backa-teater/pa-scen/2000-2009/eliza/. Läst 22 februari 2018.
5. ↑  ”Hatten är din”. Backa teater. Arkiverad från originalet den 23 februari 2018. https://web.archive.org/web/20180223051622/http://www.stadsteatern.goteborg.se/backa-teater/pa-scen/2000-2009/hatten-ar-din/. Läst 22 februari 2018.
6. ↑  ”Cabaret”. Backa teater. https://stadsteatern.goteborg.se/backa-teater/produktioner/2000-2009/cabaret/. Läst 5 december 2021.